# Celles-sur-Ource
Pour les articles homonymes, voir Celles et Ource.
Celles-sur-Ource est une commune française, située dans le département de l'Aube en région Grand Est.

## Géographie
| Merrey-sur-Arce |                  | Ville-sur-Arce     |
| Polisot         | Celles-sur-Ource | Landreville        |
| Polisy          | Buxeuil          | Neuville-sur-Seine |

### Hydrographie
La commune est dans la région hydrographique « la Seine de sa source au confluent de l'Oise (exclu) » au sein du bassin Seine-Normandie. Elle est drainée par l'Ource et l'aqueduc Souterrain,.
L'Ource, d'une longueur de 100 km, prend sa source dans la commune de Poinson-lès-Grancey et se jette  dans la Seine à Bar-sur-Seine, après avoir traversé 25 communes.
L'Aqueduc Souterrain est un aqueduc,de type conduite forcée, de 19,4 km. Il relie la commune de Loches-sur-Ource à la commune de Courtenot.

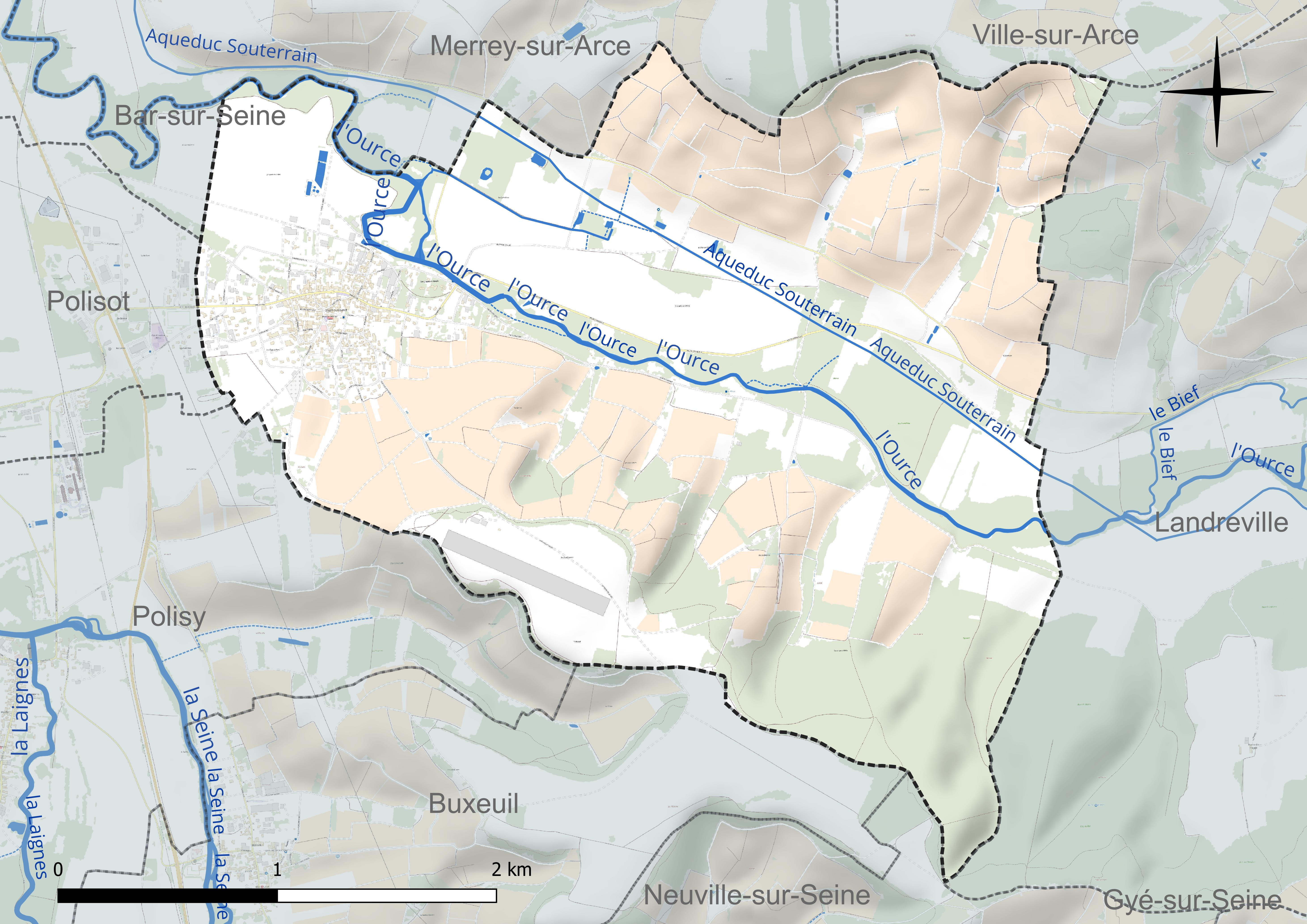
Réseau hydrographique de Celles-sur-Ource.

### Climat
Pour des articles plus généraux, voir Climat du Grand Est et Climat de l'Aube.
En 2010, le climat de la commune est de type climat océanique dégradé des plaines du Centre et du Nord, selon une étude du Centre national de la recherche scientifique s'appuyant sur une série de données couvrant la période 1971-2000. En 2020, Météo-France publie une typologie des climats de la France métropolitaine dans laquelle la commune est exposée à un climat océanique altéré et est dans la région climatique Lorraine, plateau de Langres, Morvan, caractérisée par un hiver rude (1,5 °C), des vents modérés et des brouillards fréquents en automne et hiver.
Pour la période 1971-2000, la température annuelle moyenne est de 10,3 °C, avec une amplitude thermique annuelle de 15,9 °C. Le cumul annuel moyen de précipitations est de 805 mm, avec 12,3 jours de précipitations en janvier et 8,4 jours en juillet. Pour la période 1991-2020, la température moyenne annuelle observée sur la station météorologique installée sur la commune est de 11,4 °C et le cumul annuel moyen de précipitations est de 747,2 mm. 
La température maximale relevée sur cette station est de 40,6 °C, atteinte le 25 juillet 2019 ; la température minimale est de −15 °C, atteinte le 1er mars 2005,,.
| Mois                                  | jan.          | fév.           | mars          | avril         | mai           | juin          | jui.          | août          | sep.          | oct.          | nov.          | déc.          | année     |
| ------------------------------------- | ------------- | -------------- | ------------- | ------------- | ------------- | ------------- | ------------- | ------------- | ------------- | ------------- | ------------- | ------------- | --------- |
| Température minimale moyenne (°C)     | 0,9           | 0,8            | 2,7           | 5,9           | 9             | 12,6          | 14,6          | 14            | 11            | 8,4           | 4,5           | 1,6           | 7,2       |
| Température moyenne (°C)              | 3,3           | 4              | 7             | 11            | 14,1          | 17,9          | 20,1          | 19,3          | 16,1          | 12,2          | 7,3           | 4,1           | 11,4      |
| Température maximale moyenne (°C)     | 5,8           | 7,1            | 11,3          | 16,1          | 19,1          | 23,1          | 25,6          | 24,7          | 21,2          | 16,1          | 10,2          | 6,6           | 15,6      |
| Record de froid (°C) date du record   | −11 07.01.09  | −13,7 07.02.12 | −15 01.03.05  | −3,5 07.04.21 | −0,4 03.05.21 | 3,5 14.06.08  | 6,2 14.07.04  | 5,6 26.08.18  | 2,2 30.09.22  | −3,9 29.10.12 | −5,6 17.11.07 | −15 20.12.09  | −15 2009  |
| Record de chaleur (°C) date du record | 15,8 01.01.22 | 20,7 27.02.19  | 25,5 31.03.21 | 28,6 25.04.07 | 31,9 28.05.17 | 37,3 26.06.19 | 40,6 25.07.19 | 39,3 19.08.12 | 34,9 14.09.20 | 30,5 02.10.23 | 22,9 07.11.15 | 17,1 31.12.22 | 40,6 2019 |
| Précipitations (mm)                   | 60,8          | 55,1           | 59            | 49,3          | 82,1          | 64,8          | 51,4          | 62,7          | 51,8          | 68,1          | 66            | 76,1          | 747,2     |

| Diagramme climatique                                  |            |           |             |           |              |              |            |            |             |           |            |
| J                                                     | F          | M         | A           | M         | J            | J            | A          | S          | O           | N         | D          |
| 5,80,960,8                                            | 7,10,855,1 | 11,32,759 | 16,15,949,3 | 19,1982,1 | 23,112,664,8 | 25,614,651,4 | 24,71462,7 | 21,21151,8 | 16,18,468,1 | 10,24,566 | 6,61,676,1 |
| Moyennes : • Temp. maxi et mini °C • Précipitation mm |            |           |             |           |              |              |            |            |             |           |            |

Les paramètres climatiques de la commune ont été estimés pour le milieu du siècle (2041-2070) selon différents scénarios d'émission de gaz à effet de serre à partir des nouvelles projections climatiques de référence DRIAS-2020. Ils sont consultables sur un site dédié publié par Météo-France en novembre 2022.

## Urbanisme

### Typologie
Au 1er janvier 2024, Celles-sur-Ource est catégorisée commune rurale à habitat dispersé, selon la nouvelle grille communale de densité à 7 niveaux définie par l'Insee en 2022.
Elle est située hors unité urbaine et hors attraction des villes,.

### Occupation des sols
L'occupation des sols de la commune, telle qu'elle ressort de la base de données européenne d’occupation biophysique des sols Corine Land Cover (CLC), est marquée par l'importance des territoires agricoles (64,6 % en 2018), en diminution par rapport à 1990 (71,8 %). La répartition détaillée en 2018 est la suivante : 
cultures permanentes (42,4 %), forêts (22,9 %), terres arables (22,2 %), zones urbanisées (7,4 %), espaces verts artificialisés, non agricoles (5,1 %). L'évolution de l’occupation des sols de la commune et de ses infrastructures peut être observée sur les différentes représentations cartographiques du territoire : la carte de Cassini (XVIIIe siècle), la carte d'état-major (1820-1866) et les cartes ou photos aériennes de l'IGN pour la période actuelle (1950 à aujourd'hui).

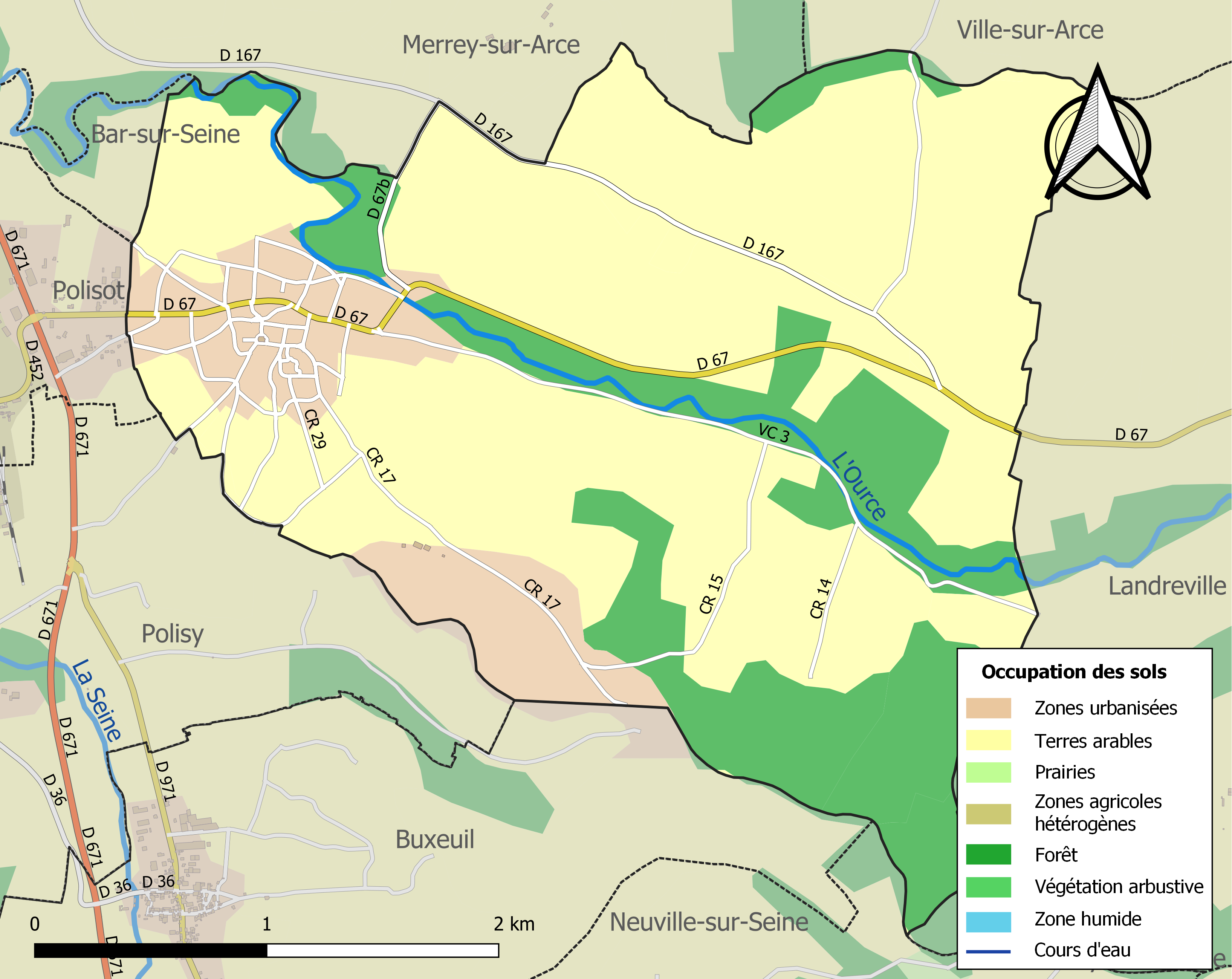
Carte des infrastructures et de l'occupation des sols de la commune en 2018 (CLC).

## Toponymie
L'adjonction de sur-Ource a été autorisé par un décret du 30 janvier 1897.
Le cadastre de 1831 cite au territoire : Bois-du-roi, Bouverie, Bruyant, Creux-d'enfer, Fontaine-des-Corps, Granges, Huguenot, Mores, le Moulin du bas et celui du haut, Presle, Sainte-Marie, Val-Denré, Villenesse et Vivier.

## Histoire
Au nord de l'Ource fut trouvé un cimetière antique.
 S'il y avait plusieurs seigneurs à Celles, la seigneurie fut l'entière possession de l'abbaye de Molesme en 1250 par des dons. En 1238 il y avait comme biens communaux de vaines pâtures à Mores et Villenesse. 
En 1547, en plus du moulin déjà existant fut créé un moulin à papier.
En 1663 un incendie détruisait les cinq maisons des principaux habitants du village.

En 1789 Celles-sur-Ource dépendait :
- du bailliage de Troyes et du bailliage secondaire de Rumilly-les-Vaudès pour la part seigneuriale du roy qui avait sur place un prévôt[11].
- de l'intendance et de la généralité de Dijon, de la recette de Bar-sur-Seine pour la part de l'abbaye de Molesme[12].

## Politique et administration
Entre le 29 janvier et le 29 novembre 1790, Celles faisait partie du canton de Bar-sur-Seine, puis du canton de Polisy jusqu'en an X.
| Période                                  | Période   | Identité                                     | Étiquette | Qualité              |
| ---------------------------------------- | --------- | -------------------------------------------- | --------- | -------------------- |
| mars 1995                                | mars 2001 | Michel Furdyna                               |           |                      |
| mars 2001                                | mars 2008 | Michel Furdyna                               |           |                      |
| mars 2008                                | En cours  | Vincent Delot Réélu pour le mandat 2020-2026 | DVD       | Agriculteur retraité |
| Les données manquantes sont à compléter. |           |                                              |           |                      |

## Démographie

### Évolution démographique
L'évolution du nombre d'habitants est connue à travers les recensements de la population effectués dans la commune depuis 1793. Pour les communes de moins de 10 000 habitants, une enquête de recensement portant sur toute la population est réalisée tous les cinq ans, les populations de référence des années intermédiaires étant quant à elles estimées par interpolation ou extrapolation. Pour la commune, le premier recensement exhaustif entrant dans le cadre du nouveau dispositif a été réalisé en 2005.

En 2022, la commune comptait 489 habitants, en évolution de −2,98 % par rapport à 2016 (Aube : +0,7 %, France hors Mayotte : +2,11 %).
| 1793 | 1800  | 1806 | 1821 | 1831  | 1836  | 1841  | 1846 | 1851  |
| ---- | ----- | ---- | ---- | ----- | ----- | ----- | ---- | ----- |
| 865  | 1 009 | 995  | 985  | 1 030 | 1 050 | 1 011 | 994  | 1 027 |

| 1856 | 1861  | 1866  | 1872 | 1876 | 1881 | 1886 | 1891 | 1896 |
| ---- | ----- | ----- | ---- | ---- | ---- | ---- | ---- | ---- |
| 993  | 1 068 | 1 043 | 916  | 888  | 862  | 883  | 877  | 878  |

| 1901 | 1906 | 1911 | 1921 | 1926 | 1931 | 1936 | 1946 | 1954 |
| ---- | ---- | ---- | ---- | ---- | ---- | ---- | ---- | ---- |
| 803  | 744  | 709  | 608  | 548  | 548  | 540  | 454  | 474  |

| 1962 | 1968 | 1975 | 1982 | 1990 | 1999 | 2005 | 2006 | 2010 |
| ---- | ---- | ---- | ---- | ---- | ---- | ---- | ---- | ---- |
| 494  | 525  | 531  | 505  | 485  | 455  | 438  | 441  | 487  |

| 2015 | 2020 | 2022 | - | - | - | - | - | - |
| ---- | ---- | ---- | - | - | - | - | - | - |
| 503  | 482  | 489  | - | - | - | - | - | - |

### Pyramide des âges
En 2021, le taux de personnes d'un âge inférieur à 30 ans s'élève à 31,2 %, soit en dessous de la moyenne départementale (35,0 %). À l'inverse, le taux de personnes d'âge supérieur à 60 ans est de 30,6 % la même année, alors qu'il est de 28,2 % au niveau départemental.
En 2021, la commune comptait 243 hommes pour 240 femmes, soit un taux de 50,31 % d'hommes, légèrement supérieur au taux départemental (48,70 %).
Les pyramides des âges de la commune et du département s'établissent comme suit :
| Hommes | Classe d’âge | Femmes |
| ------ | ------------ | ------ |
| 1,6    | 90 ou +      | 0,8    |
| 7,8    | 75-89 ans    | 9,5    |
| 20,2   | 60-74 ans    | 21,2   |
| 22,7   | 45-59 ans    | 17,9   |
| 16,1   | 30-44 ans    | 19,6   |
| 13,2   | 15-29 ans    | 14,6   |
| 18,3   | 0-14 ans     | 16,3   |

| Hommes | Classe d’âge | Femmes |
| ------ | ------------ | ------ |
| 0,8    | 90 ou +      | 2,1    |
| 7,4    | 75-89 ans    | 10,2   |
| 17,4   | 60-74 ans    | 18,4   |
| 19,4   | 45-59 ans    | 19     |
| 17,8   | 30-44 ans    | 17,3   |
| 18,3   | 15-29 ans    | 15,9   |
| 19     | 0-14 ans     | 17,1   |

## Culture locale et patrimoine

### Lieux et monuments
- Aérodrome de Bar-sur-Seine,
- l'abbaye Notre-Dame de Mores,
- Église de Celles-sur-Ource.

### Villenesse
Ou encore Villenosse, ancien village dont le cimetière fut découvert entre l'Ource et le finage de Landreville. Une famille féodale du XIe siècle portait ce nom et Hildierius de Villenesse donnait au XIIe siècle ce qu'il possédait à Grancey-sur-Ource à l'abbaye de Molesme. À la fin du XIe siècle, Othon de RIcey, vendait ce qu'il possédait de la seigneurie de Villenesse et ce qu'il possédait  du bénéfice curial de Vertault à la susnommée abbaye. Son frère Robert donnait lui, quelques années après, sa part de Villenesse et sa dîme de Vertault à Molesme. L'église de Villenesse était paroissiale et Eugène III confirmait sa possession par Molesme. Manasses, comte de Bar-sur-Seine, donnait ce qu'il possédait en villa de Villenese et infra parrochiatum ejustem ville à l'abbaye de Mores en 1165. En 1210 Philippe de Plancy, ainsi qu'Agnès de Bar-sur-Seine son épouse et leur fils Milon, firent don aux moines de Mores des droits de pâturage à Landreveille, Loches et Villenesse.

### Héraldique
| Blason de Celles-sur-Ource | Blason  | D'or à la double cotice potencée et contre-potencée haussée d'azur, l'intervalle rempli d'argent, accompagnée en chef d'une grappe de raisin de gueules feuillée de sinople et en pointe de trois têtes de Maures de sable tortillées d'argent. |
| Blason de Celles-sur-Ource | Détails | Le statut officiel du blason reste à déterminer. |